# 开栅能仁寺
开栅能仁寺，位于山西省吕梁市文水县开栅镇开栅村，已列为山西省文物保护单位。

## 保护
2016年6月6日，开栅能仁寺由山西省人民政府公布为第五批山西省文物保护单位，编号5-70。